# Rondeletia combsii
Rondeletia combsii är en måreväxtart som beskrevs av Jesse More Greenman. Rondeletia combsii ingår i släktet Rondeletia och familjen måreväxter. Inga underarter finns listade i Catalogue of Life.